# USS Hawaii (SSN-776)
El USS Hawaii (SSN-776) es un submarino nuclear de la clase Virginia.

## Construcción
Ordenado el 1 de septiembre de 1998, fue construido por General Dynamics Electric Boat. Fue colocada su quilla el 27 de agosto de 2004 y fue botado el 28 de abril de 2006. Entró en servicio con la US Navy el 5 de mayo de 2007.

## Nombre
El nombre USS Hawaii honra al estado de Hawái.

## Historial operativo
- Enero de 2008: despliegue inaugural.
- Mayo de 2008: disponibilidad posterior al shakedown.[2]
- 4 de diciembre de 2008: la Marina de los EE. UU. anuncia que el USS Hawaii tendrá su puerto base en Pearl Harbor en 2009.[3]
- 8 de mayo de 2009: la Marina de los EE. UU. anuncia que el barco obtuvo el elogio de unidad meritoria de la Guardia Costera de los EE. UU. por su trabajo en la interrupción del tráfico de drogas del 20 de febrero al 17 de abril de 2008.[4]
- 10 de julio de 2009: el submarino transita por el Canal de Panamá en ruta hacia el nuevo puerto base en Pearl Harbor.[5]
- 23 de julio de 2009: el submarino llega a Pearl Harbor.[6]
- 30 de marzo al 5 de mayo de 2010: el submarino recibe una reparación de 2,5 millones de $ en un dique seco en Pearl Harbor.[7]
- Agosto de 2010: el barco parte para su primer crucero por el Pacífico occidental, asignado temporalmente a la Séptima Flota,[8] convirtiéndolo en el primer submarino de la clase Virginia en ingresar al Pacífico occidental.[9]
- Febrero de 2011: el barco regresa de su primer crucero por el Pacífico occidental.[10]

Está asignado a la Flota del Pacífico y su apostadero es la base naval de Pearl Harbor (Hawái).